# Bryocrypta dubia
Bryocrypta dubia är en tvåvingeart som beskrevs av Jean-Jacques Kieffer 1896. Bryocrypta dubia ingår i släktet Bryocrypta och familjen gallmyggor.
Artens utbredningsområde är Frankrike. Inga underarter finns listade i Catalogue of Life.